# Фундетура (Клуж)
Фундетура (рум. Fundătura) — село у повіті Клуж в Румунії. Входить до складу комуни Іклод.
Село розташоване на відстані 332 км на північний захід від Бухареста, 24 км на північний схід від Клуж-Напоки.

## Населення
За даними перепису населення 2002 року у селі проживали 715 осіб.
Національний склад населення села:
| Національність | Кількість осіб | Відсоток |
| -------------- | -------------- | -------- |
| румуни         | 690            | 96,5%    |
| угорці         | 19             | 2,7%     |
| цигани         | 6              | 0,8%     |

Рідною мовою назвали:
| Мова      | Кількість осіб | Відсоток |
| --------- | -------------- | -------- |
| румунська | 690            | 96,5%    |
| угорська  | 19             | 2,7%     |
| циганська | 6              | 0,8%     |